# NGC 4224
NGC 4224 este o galaxie spirală situată în constelația Fecioara. A fost descoperită în 13 aprilie 1784 de către William Herschel. Se află la o distanță de 52,72 de megaparseci de Pământ.